# Cantó de Saint-Christophe-en-Bazelle
El cantó de Saint-Christophe-en-Bazelle és un cantó francès del departament de l'Indre, situat al districte d'Issoudun. Té 12 municipis i el cap és Saint-Christophe-en-Bazelle.

## Municipis
- Anjouin
- Bagneux
- Chabris
- Dun-le-Poëlier
- Menetou-sur-Nahon
- Orville
- Parpeçay
- Poulaines
- Saint-Christophe-en-Bazelle
- Sainte-Cécile
- Sembleçay
- Varennes-sur-Fouzon

## Història
| Data d'elecció                           | Identitat       | Partit           | Qualitat |
| ---------------------------------------- | --------------- | ---------------- | -------- |
| 1945-1961                                | Fernand Boisson | SFIO             |          |
| 1961-1985                                | M. Gabette      | SFIO, després PS |          |
| 1985-                                    | Serge Pinault   | RPR, després UMP |          |
| les dades anteriors no són pas conegudes |                 |                  |          |
|                                          |                 |                  |          |

## Demografia
| A partir de 1990: Població sense dobles comptes |